# Lette (geslacht)
Lette is een uit Ieper afkomstig geslacht.

## Geschiedenis
De bewezen stamreeks begint met Pierre Lettin die rond 1450 werd geboren, woonachtig was te Ieper en in die laatste plaats in 1493 overleed. Zijn achterkleinzoon Jean Lettin (†1626) vestigde zich in Leiden, werd daar poorter in 1594 en was lakenhandelaar en wolkoper; hij nam de naam Lette aan. Nageslacht van hem oefende het beroep uit van medicus, predikant en bestuurder. De jongste tak verwierf in de 19e eeuw de heerlijkheden Oostvoorne, Rugge, Groot- en Klein-Oosterland.
In 1923 en 1965 werd het geslacht opgenomen in het genealogische naslagwerk Nederland's Patriciaat.

## Enkele telgen
Johannes Arnoldus Lette (1745-1820), notaris
- Mr. Nicolaas Johannes Cornelis Lette, ambachtsheer van Oostvoorne, Rugge, Groot- en Klein-Oosterland (1787-1851), burgemeester van Brielle
  - Marie Jeane Noldine Lette (1813-1852); trouwde in 1839 met Olke Arnoldus Uhlenbeck (1810-1888), vice-admiraal
  - Jeanne Charlotte Anne Lette (1817-1856); trouwde in 1839 met mr. Abraham Matthieu de Rouville (1812-1881), burgemeester van Brielle, gouverneur van Curaçao
  - Mr. Sebastiaan Hendrik Lette, ambachtsheer van Oostvoorne, Rugge, Groot- en Klein-Oosterland (1821-1890), burgemeester van Den Helder, gemeenteraadslid van Brielle
    - Mr. Nicolaas Johannes Cornelis Lette, ambachtsheer van Oostvoorne, Rugge, Groot- en Klein-Oosterland (1853-1915), ambtenaar Openbaar Ministerie

  - Antoinette Lette (1825-1909); trouwde in 1854 met haar zwager Olke Arnoldus Uhlenbeck (1810-1888)
  - George Frederik Lette (1827-1884), burgemeester van Brielle, Oostvoorne en Rockanje, lid van Provinciale Staten van Zuid-Holland; trouwde in 1860 met Maria Joanna Arnoldina Lette Anemaet (1836-1912)
    - Nicolaas Joannes Cornelis Sebastiaan Hendrik Lette, ambachtsheer van Oostvoorne (1861-1937), burgemeester van Brielle en Oostvoorne
      - George Frederik Lette (1887-1946)
        - Nicolaas Joannes Cornelis Lette, ambachtsheer van Oostvoorne sinds 1946 (1917), cargadoor; trouwde in 1945 met Mary Francesca Heineken (1922), dochter van dr. Henry Pierre Heineken (1886-1971), directeur van Heineken

      - Antoinette Henriëtte Lette, ambachtsvrouwe van Oostvoorne van 1937-1946 (1890-1970); trouwde in 1912 met mr. Arnold Nicolaas Fabius (1883-1947), lid van de familie Fabius, Officier van Justitie
- Maria Johanna Arnoldina Lette (1789-1811); trouwde in 1808 met mr. Sebastiaan Hendrik Anemaet (1786-1863), burgemeester van Nieuwe Tonge en Tweede Kamerlid en uit wie een tak met de naam Lette Anemaet

Geslachten die opgenomen zijn in het sinds 1910 verschijnende genealogische naslagwerk Nederland's Patriciaat. Lijst volgens opgave van het CBG Centrum voor familiegeschiedenis.
A · B · C · D · E · F · G · H · I · J · K · L · M · N · O · P · Q · R · S · T · U · V · W · Y · Z